# 光教山战斗
光教山战斗，是丙子战争中的一场战斗，爆发于1637年农历1月4日至6日。

## 背景
1636年清朝皇太极稱帝，劫持朝鲜使臣羅德憲、李廓等，让他们參賀，不從，困辱百端。金德諴至請駐蹕平壤。十月遣馬夫大至灣上。義州府尹林慶業往見。清军表示“以十二月二十六日擧兵東來，爾國若遣使更謀和好，則雖兵發在道，當罷歸，且我國稱帝，中朝之所不能禁，汝國欲禁之何也？”朝鲜国王与大臣们爭論。十二月清兵渡江。十三日朝鲜得到消息，十四日朝鲜仁祖逃江都，未及出城清兵已至沙峴。改逃南漢山城。十五日清兵圍攻南漢山城。二十一日皇太极渡龍灣。二十八日至南漢城下。忠淸監司鄭世規領兵勤王，至險川大敗，被創墮在積屍中。麾下人負之而出，未死。丁丑年正月十三日。慶尙左兵使許完、右兵使閔泳、忠淸兵使李義培等以三萬餘兵戰于雙嶺，皆敗。李義培走死。

## 战斗
全羅兵使、監司金俊龍, 到光敎山（今大韩民国龍仁市境内）
当时清兵突入左營陣內，奪據高峰之上。守兵皆敗退，若干將領忘身奮勇，率精兵齊進殺退清兵。
金俊龍得到消息13天后，正月初六日接戰,金俊龍領1万兵，與清军全天大戰于光敎山，殺清军甚多，朝鲜史料记载清军大將白羊會中弹丸死。朝鲜军戰到糧盡矢竭, 外無救援, 中夜移陣, 以致士卒潰散。白羊會很可能是扬古利，中国史料记载扬古利正月初七在山上遭朝鲜士兵伏击，中弹身亡，清军撤退。

## 事后
金自點从正方带數千兵轉戰至龍津。沈器遠爲下四道都元帥領江原監司趙廷虎也在龍津。咸鏡監司閔聖徽、北兵使李沆、南兵使徐祐申等領兵至。皆认为寡不敌众，不敢戰。到二十八日，清军掳走百官家属，朝鲜兵无斗志，仁祖投降。
掌令朴遾弹劾金俊龍战败，但是大臣们纷纷为金俊龍说情，就连清军也说丙子战争最难对付的就是金俊龍。朝鲜備局称: “金俊龍, 以全羅兵使, 雖有潰軍之罪, 而光敎山之戰, 得一大捷。”故仁祖赦免了他。